# Gao Weizhong
Det här är en artikel om en person med kinesiskt personnamn; Gao är familjenamnet.
Gao Weizhong, född 18 mars 2008, är en kinesisk simmare.

## Karriär
Vid VM 2023 i Fukuoka slutade Gao på 11:e plats på 1 500 meter frisim. Vid asiatiska spelen 2022 i Hangzhou, som arrangerades 2023, tog hon silver på 1 500 meter frisim. Vid olympiska sommarspelen 2024 i Paris blev Gao utslagen i försöksheatet på 1 500 meter frisim och slutade på totalt 13:e plats.